# Синдром Сандхоффа
Синдром Сандхоффа (болезнь Сандхоффа) — наследственное заболевание, вариант 0 GM2-ганглиозидоза из группы лизосомных болезней накопления — нарушение липидного обмена, вызванное наследственным дефицитом (недостаточностью) ферментов бета-гексозаминидазы А и Б.

## Эпоним
Болезнь получила название в честь немецкого биохимика Конрада Сандхоффа (нем. Konrad Sandhoff).

## Патогенез
Генетически детерминированная недостаточность катаболических ферментов бета-гексозаминидазы А и Б, необходимых для расщепления компонентов мембраны нейронов: ганглиозида GM2, его метаболита GA2, гликолипида глобозида в нервной ткани и некоторых олигосахаридов. Накопление этих метаболитов приводит к постепенному разрушению центральной нервной системы и, в конечном счёте, к смерти. Редкое аутосомно-рецессивное нейродегенеративное расстройство, клинически неотличимое от болезни Тея — Сакса (другого генетического заболевания, также вызванного недостаточностью бета-гексозаминидазы).

## Наследование

Аутосомно-рецессивный механизм наследования GM_{2} ганглиозидоза: оба родителя являются носителями дефектного гена (помечен красным кружочком). По законам Менделя у носителей мутации вероятность рождения больного ребёнка составляет 25 %.

Данное заболевание из группы GM2-ганглиозидозов наследуется, как и подавляющее большинство лизосомных болезней накопления, по аутосомно-рецессивному типу наследования. Таким образом, с одинаковой частотой встречается как у мужчин, так и у женщин.
Аутосомно-рецессивный тип наследования на практике означает, что для проявления болезни необходимо повреждение обеих копий гена, находящихся на гомологичных аутосомах. Заболевание клинически манифестирует только в случае, когда обе аутосомы, полученные по одной от отца и матери, являются дефектными по гену HEXB. Как и во всех случаях аутосомно-рецессивного наследования, если оба родителя являются гетерозиготами по дефектному гену, то вероятность рождения больного ребёнка составляет 1 из 4. На схеме синим цветом обозначены здоровые, фиолетовым — носители дефектного гена, красным — пациент с болезнью Сандхоффа, у которого оба аллеля гена HEXB несут мутации. Синим кружочком помечен нормальный ген, красным — дефектный.
Различные мутации гена HEXB вызывают разные варианты болезни.

## Классификация
Согласно Международной классификации болезней десятого пересмотра (МКБ-10), различают:
- E75 Нарушения обмена сфинголипидов и другие болезни накопления липидов.
  - E75.0 GM2 ганглиозидоз: Болезнь Сандхоффа.

В зависимости от срока начала проявления клинических симптомов различают три варианта болезни Сандхоффа:
- классический (инфантильный),
- ювенильный,
- взрослый (позднее начало).

## Диагностика
Диагноз верифицируется результатами определения ферментов. Бета-гексозаминидаза А включает две субъединицы: α и β, причём структурный ген альфа-субъединицы локализуется на 15-й хромосоме, а бета — на 5-й. В состав гексозаминидазы Б входит бета-субъединица, структурный ген которой расположен на 5-й хромосоме. Для синдрома Тея — Сакса типичен дефект альфа-субъединицы, а для синдрома Сандхоффа — бета-субъединицы.